# Indo-Escita

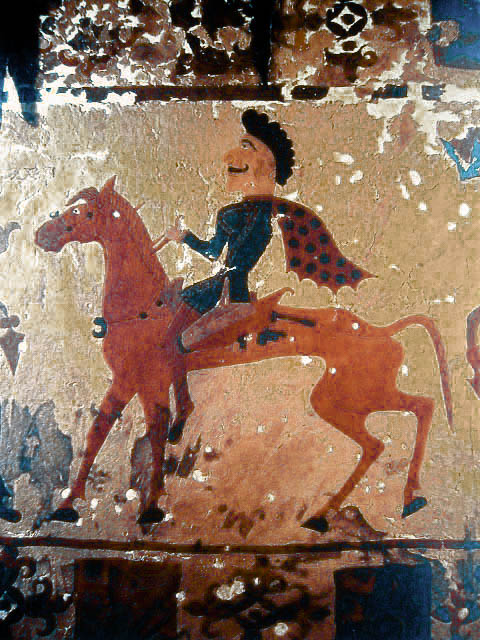
Un escita del riu Ili vers 300 aC.

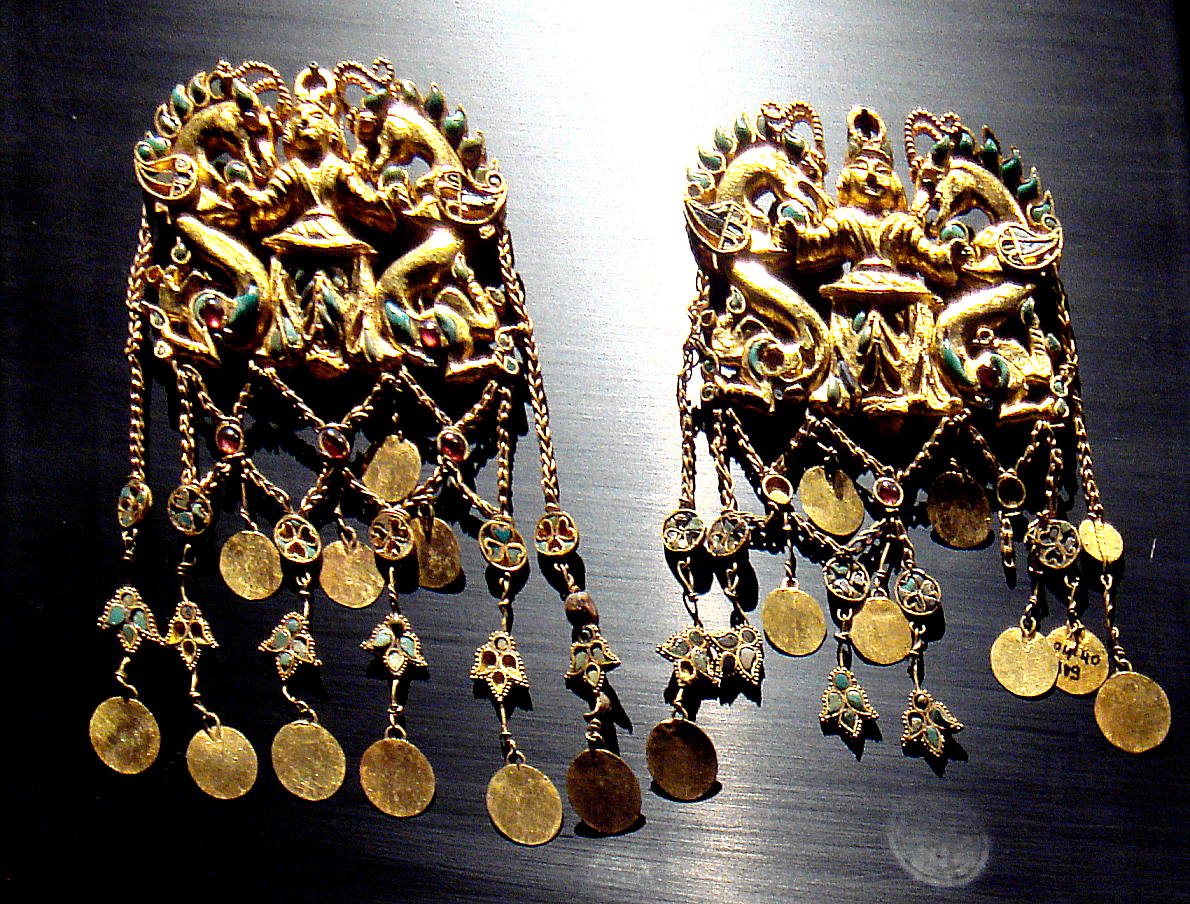
Tresor d'una tomba reial saka a Bactriana al segle I aC.

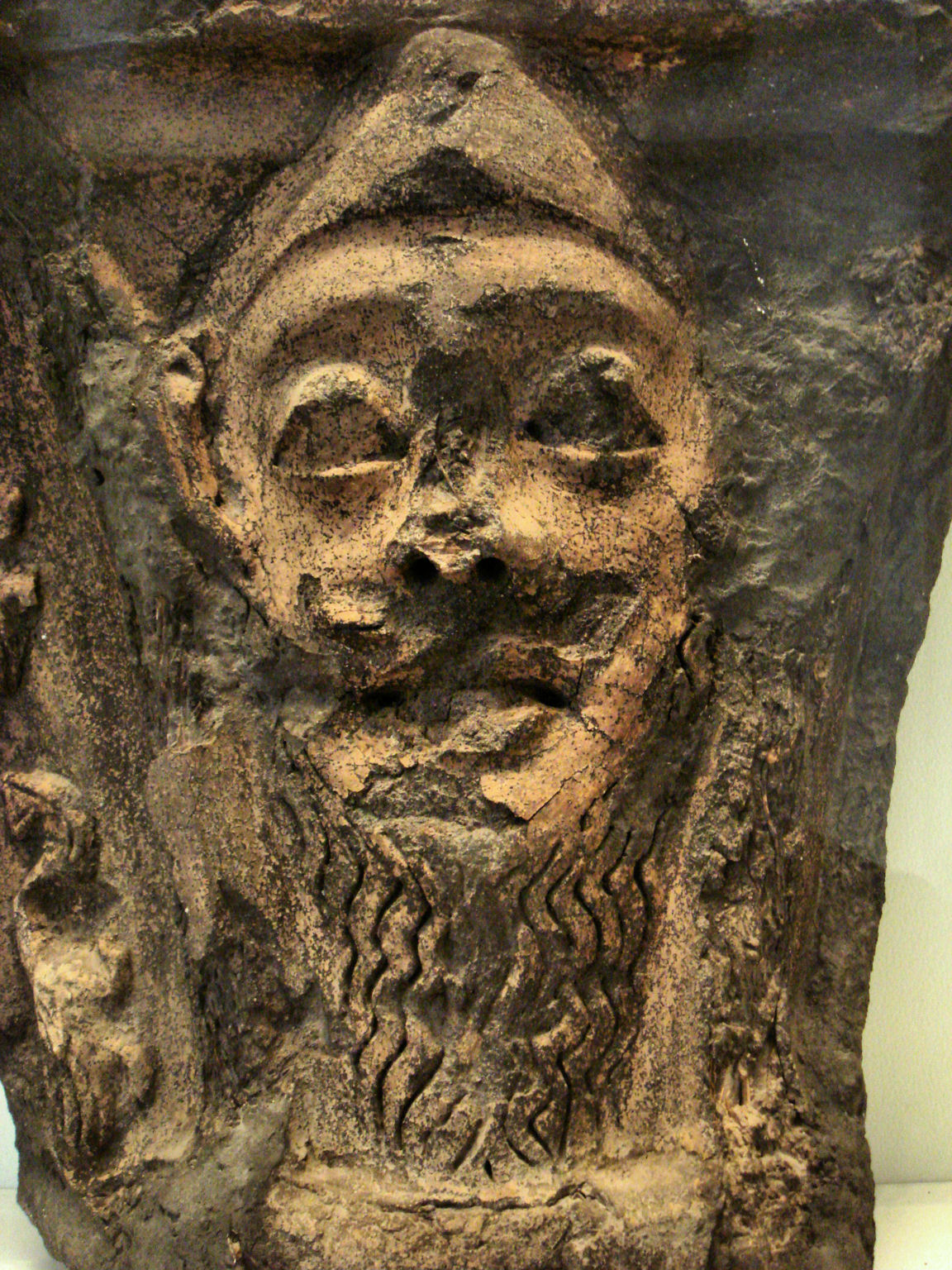
Home amb barba i gorra, probablement escita, Bamiyan o IV

El regne Indo-Escita fou un estat format pels nòmades de les estepes principalment saces (saces, saques, singular saka), d'origen escita, encara que barrejats amb altres grups alguns dels quals no eren escites, que van emigrar a parts de l'Àsia central, Sogdiana, Bactriana, Aracòsia, Gandhara, Caixmir, Panjab, Haryana, Gujarat i Rajasthan vers la meitat del segle ii aC, i van governar la zona fins al segle iv.
Saka fou més un nom genèric que el nom d'un estat o un grup ètnic; les tribus saka formaven un congloemerat cultural sorgit dels nòmades de Sibèria i l'estepa de l'Àsia central de Sinkiang a la mar Negra. Com els escites als que Heròdot descriu a la seva Història (Saka és una paraula irania que equival a la grega "scythos" o "escites" i molts historiadors parlen d'ells com els saka-escites), els saces foren guerrers nòmades de llengua iraniana que lluitaven en carros a les batalles, sacrificaven cavalls i enterraven els seus morts en carros o en tombes de terra anomenades kurgan.". Els saces van donar nom al Sakastan (part de l'Afganistan i de l'Iran oriental) derivat a Sistan. Els historiadors clàssics inclosos Flavi Arrià i Claudi Ptolemeu, consideraven els sakai (saces) com a nòmades però Italo Ronca, en el seu detallat estudi sobre el capítol VI de Ptolemeu, remarca una sentència que considera espúria: "La terra dels sakai pertanyia als nòmades, que no tenien poblacions i vivien en boscos i coves.
El primer rei saka fou Maues (Moga) que va establir el poder saka a Gandhara, Tàxila i el Panjab occidental (vers 80 aC). Probablement a la mort de Maues (vers 70 aC o 60 aC), el indogrec Apol·lodot II va reconquerir Tàxila, encara que no se sap si era enemic de Maues i els seus descendents o hi estava aliat o relacionat per algun enllaç. Els darrers reis indogrecs de fet haurien estat una barreja de grecs i escites. R. C. Senior suggereix que Apol·lodot va fer aliança amb un altre rei escita, Azes I. Els escites dominaven Gandhara que van perdre a la mort de Maues i petits reietons barrejats o d'origen incert, com Artèmidor Anicet, fill de Maues (al Panjab occidental), o Telèfos (a Gandhara), i fins i tot Menandre II (Gandhara i Aracòsia), van emergir a la zona (probablement eren reis anteriors a la conquesta de Maues i s'havien sotmès a aquest). Aquestos reis no foren rivals per Apol·lodot II, que en alguna de les seves monedes assoleix el títol de Basileus Megas (grec: ΒΑΣΙΛΕΥΣ ΜΕΓΑΣ "Gran Rei"), com a continuació de Maues, que es titulava "Gran Rei de Reis".
La invasió de les tribus escites de l'Àsia central (coneguts com a indo-escites) va tenir una part destacada a la història d'Àsia del sud i països propers com Bactriana, Kabul, Pàrtia i regnes de l'Índia.

## Expansió dels Yuezhi
Al segle ii aC va començar un moviment nòmada a l'Àsia central que va produir importants efectes. S'esmenta als annals de la dinastia han i a altres documents xinesos. Els hsiongnu (huns) van derrotar a una horda rival, els yuezhi i els van forçar a desplaçar-se a l'oest, creant un efecte dominó, doncs allà on van arribar van desplaçar al seu torn als pobles que hi vivien. Segons les antigues fonts, el kan Modu Shanyu dels xiongnu de Mongòlia va atacar als yuezhi i els va expulsar de les seves terres entre les muntanyes Qilian Shan i Dunhuang (ciutat al Kansu); la majoria dels yuezhi van emigrar cap a l'oest.
Les fonts índies recorden l'aliança militar entre els saces, kamboges, pahlaves i parades; els purana esmenten diverses invasions escites de l'Índia i anoten el conflicte entre el Bahu-Sagara de l'Índia i el Haihaya-Kamboja-Saka-Pahlava-Parada, una guerra lliurada per les cinc hordes (pāňca-ganha). Els saces, yavanes (grecs), tushares i kamboges van lluitar a la guerra de Kurukshetra sota el comandament de Sudakshina Kamboja. El Ramayana també esmenta que saces, kamboges, pahlaves i yavanes van combatre junts contra el regne vèdic hindú Vishwamitra de Kanauj.
Vers 185/175 aC els yuezhi (possiblement relacionats amb els tocaris que vivien a l'est de la conca del Tarim, foren derrotats pels xiongnu i van fugir cap a l'oest, al riu Ili i allí van desplaçar els saces que van emigrar als sus, al Regne de Ferganà i Sogdiana. Els xineses anomenen als saces com "Sai" 塞 i segons diu la seva crònica: "Els yuezhi van atacar el rei dels sai que va desplaçar als seus a considerable distància al sud, i els yuezhi van ocupar llavors les seves terres" (Hanshu 61 4B).
En algun moment després del 155 aC, els yuezhi foren derrotats altre cop per l'aliança dels wusun i els xiongnu, i es van veure forçat a emigrar cap al sud desplaçant als escites que van emigrar encara més al sud cap a Bactriana i al sud-oest cap a Pàrtia i Aràcosia. Els saces haurien entrat al regne grec de Bactriana vers el 145 aC segons les restes trobades a la ciutat grega d'Alexandria de l'Oxus, cremada en aquest temps. Els yuezhi van romandre a Sogdiana al nord de l'Oxus però els saces de Bactriana van haver de pagar tribut als yuezhi segons descriu l'ambaixador xinès Zhang Qian que va visitar la regió vers 126 aC.
A Pàrtia les tribus saces dels massàgetes (Massagetae) i sacarauces (Sacaraucae) van entrar en conflicte amb l'imperi part al que van derrotar en diverses batalles i van matar successivament als reis Fraates II (127 aC) i Artaban I (124 aC) si bé aquesta segona vegada sembla que més aviat fou en lluita contra els tocaris/yuezhi. El rei part Mitridates II va restablir la situació i va derrotar els yuezhi de Sogdiana (vers 115 aC) i després va derrotar els saces i els va obligar a fer-se els seus vassalls dominant el Sistan (Sakastan), probablement abans del 100 aC. Les tribus yuezhi, després de la derrota es van dirigir a Bactriana que era el seu vassall, i la van dominar després durant molt de temps; una de les tribus, els kushan, van envair més tard l'Índia i van formar el seu propi imperi.

## Establiment a Sakastan

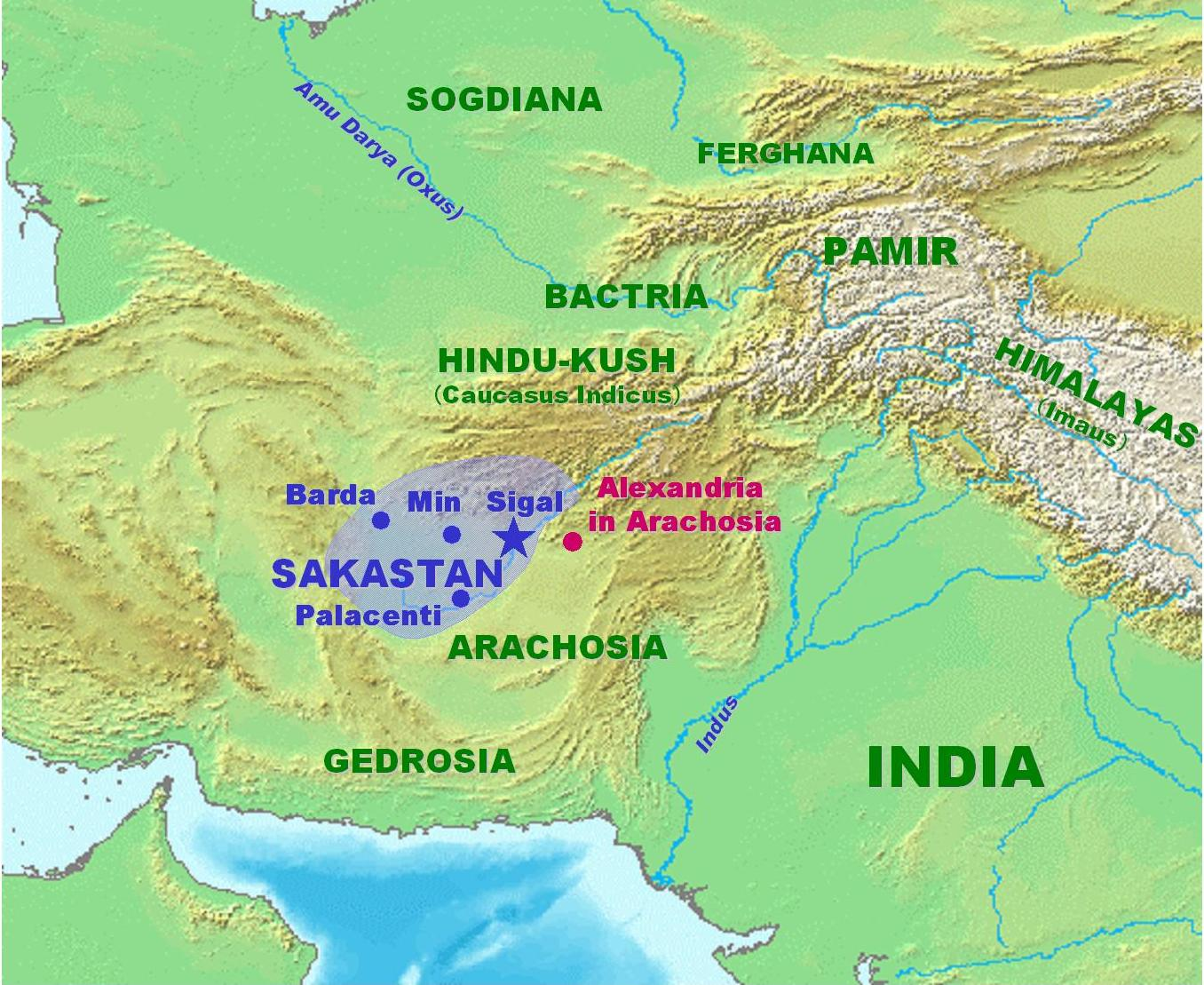
Mapa de Sakastan vers 100 aC

El sobirà arsàcida Mitridates II de Pàrtia (vers 124-87 aC) havia derrotat diverses vegades als escites o saces i recuperat diverses províncies per l'imperi i sembla que l'Horda Escita que dominava Bactriana fou també derrotada per Mitridates; els saces de Bactriana debilitats, foren llavors pressionats pels yuezhi, i es van desplaçar des d'aquesta regió cap a llac Helmond establint-se a Drangiana (Sigal), una regió que després fou anomenada "Sakistana" (Sakastana o Sakastan) derivat de Sakai (Escita) cap al primer quart del segle I aC. i el nom de la regió, evolucionat a Sistan, encara subsisteix. Els saces establerts a l'est de l'Iran, al Sakastan, es van expandir progressivament al sud i est i van arribar al subcontinent indi, sent coneguts com a Indo-Escites.
Sakistan o Sakastan o Drangiana no fou solament la llar dels saces sinó que hi vivien segurament pahlaves i kamboges. Els edictes d'Asoka es refereixen únicament als yavanes, kamboges i Gandhares al nord-oest però no esmenten els saces que van emigrar a la regió un segle més tard; per tant, és probable que la població saka emigrant establerta a l'Afganistan ho va fer entre els kamboges i prop de les ciutats gregues. Nonbrosos historiadors pensen que durant els segles que van precedir l'era cristiana es va produir una extensa barraja social i cultural entre kamboges i yavanes d'una part; entre saces i pahlavess d'altra; i entre kamboges, saces, yavanes i pahlaves.... fins al punt que les seves cultures i costum socials van esdevenir quasi idèntiques.
La presència dels saces a Sakastan al segle I aC és esmentada per Isidor de Carax a la seva "Estacions Pàrtiques". Explica que en aquest temps els saces estaven vorejats per les ciutats gregues de l'est (Alexandria del Caucas i Alexandria d'Aracòsia), i pel territori d'Aracòsia, dominat pels parts: "Darrere hi ha Sakastana dels escites saces, que és també la Paraetacena, a 63 schoeni (1 schoeni = 40 estadis; 1 estadi igual a 157 metres); hi ha la ciutat de Barda i la de Min, i la ciutat de Palacenti i la de Sigal; en aquest darrere hi ha la residència reial dels sacae (saces); i prop la ciutat d'Alexandria d'Aracòsia, i sis pobles".

## Regnes indo-escites

### Abhira i Surastrena

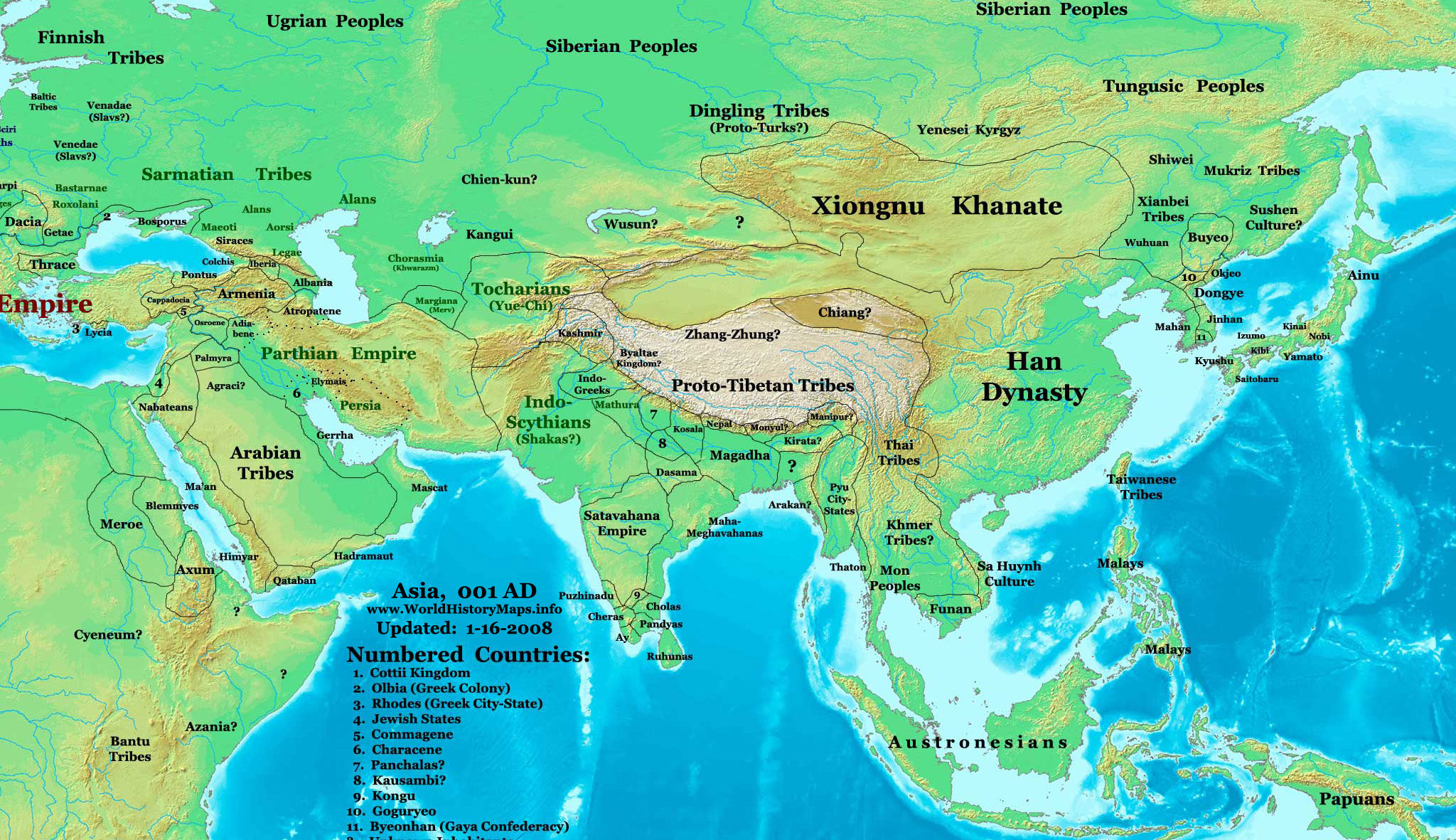
Àsia l'any 1, mostrant els Indo-Escites i els veïns.

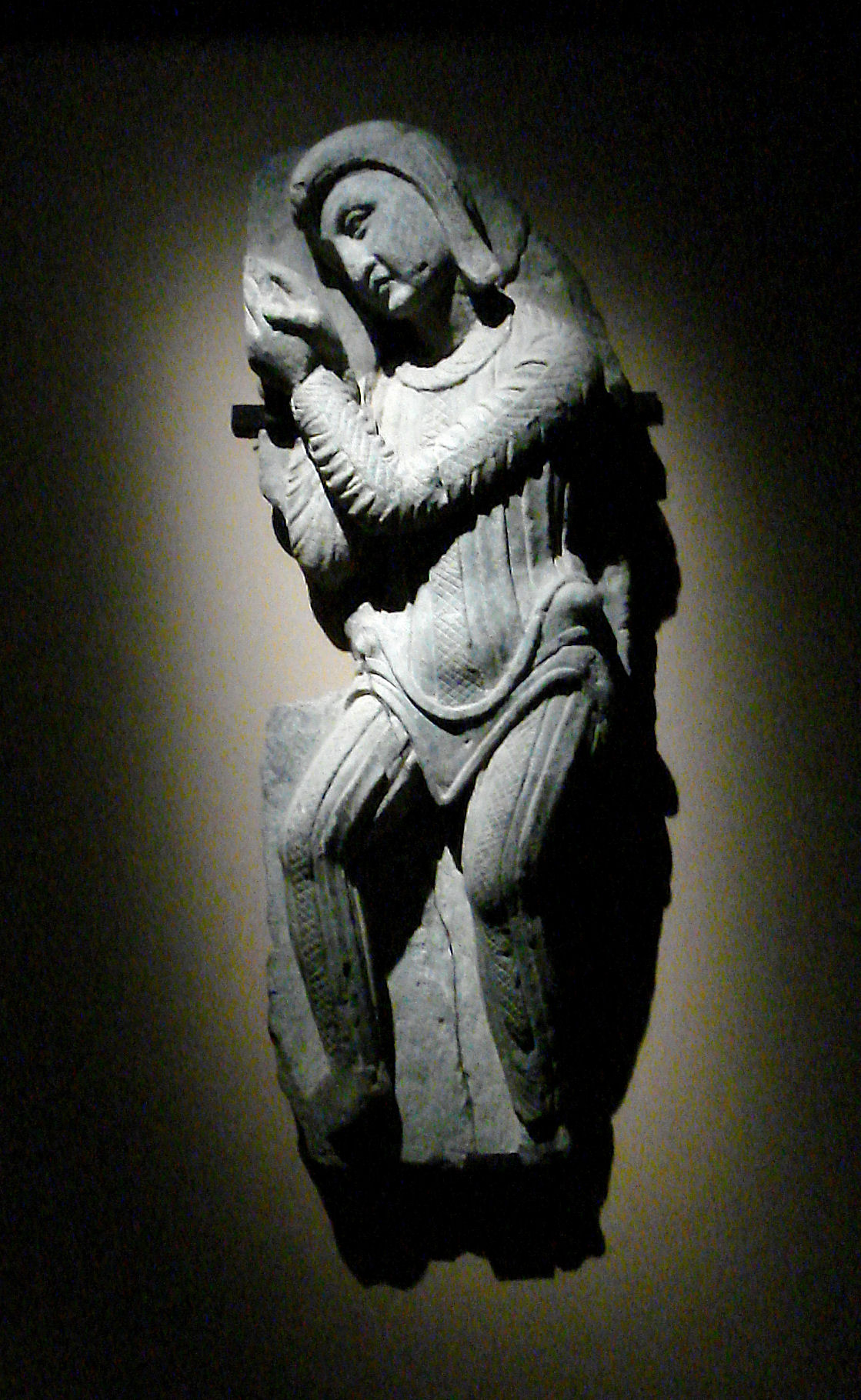
Devot escita, stupa de Butkara.

El primer regne Indo-Escita al subcontinent ocupava la part sud del que és avui dia el Pakistan (al que van arribar des del sud de l'Afganistan) ocupant les àrees d'Abhira o Abiria (Sind) fins a Surastrena (Gujarat), establert entre 110 i 80 aC. Després es van desplaçar cap al nord, al territori Indo-Grec que fou conquerit pel rei Maues (vers 80 aC).
Al segle I aC el Periple de la mar Eritrea descriu el territori escita així: :"Darrere aquesta regió (Gedrosia), el continent fa una àmplia corba des de l'east a través de profundes baies, i allí el districte d'Escítia es troba per sobre cap al nord i segueix la costa ocupant tot el delta; l'Indus, el més gran de tots els rius de la mar Eritrea, porta un enorme cabal d'aigua (...) El riu té set boques, estretes i pantanoses i, per tant, no navegables excepte la del mig a la qual hi ha la ciutat-mercat de Barbaricum. Abans d'arribar a aquesta hi ha una petita illa i darrere l'illa hi ha la metròpolis d'Escítia, Minnagara."
Posteriorment els Indo-Escites van establir un regne al nord-oest, amb centre a Tàxila, amb dos grans sàtrapes, un a Mutra o Mathura a l'est, i un altre a Saurashtra (Gujarat) al sud-oest. Cap al sud-est van envair el país d'Ujjain però foren rebutjats el 57 aC pel rei de Malwa Vikramaditya. Per commemorar aquest esdeveniment, Vikramaditya va establir l'era Vikrama, ubn calendari específic indi que va començar el 57 aC. Més d'un segle després els saces van tornar a Malwa el 78 dC i van ocupar Ujjain establint l'era Saka, marcant l'inici del regne dels Ksàtrapes occidentals de llarga durada.

### Gandhara i Punjab

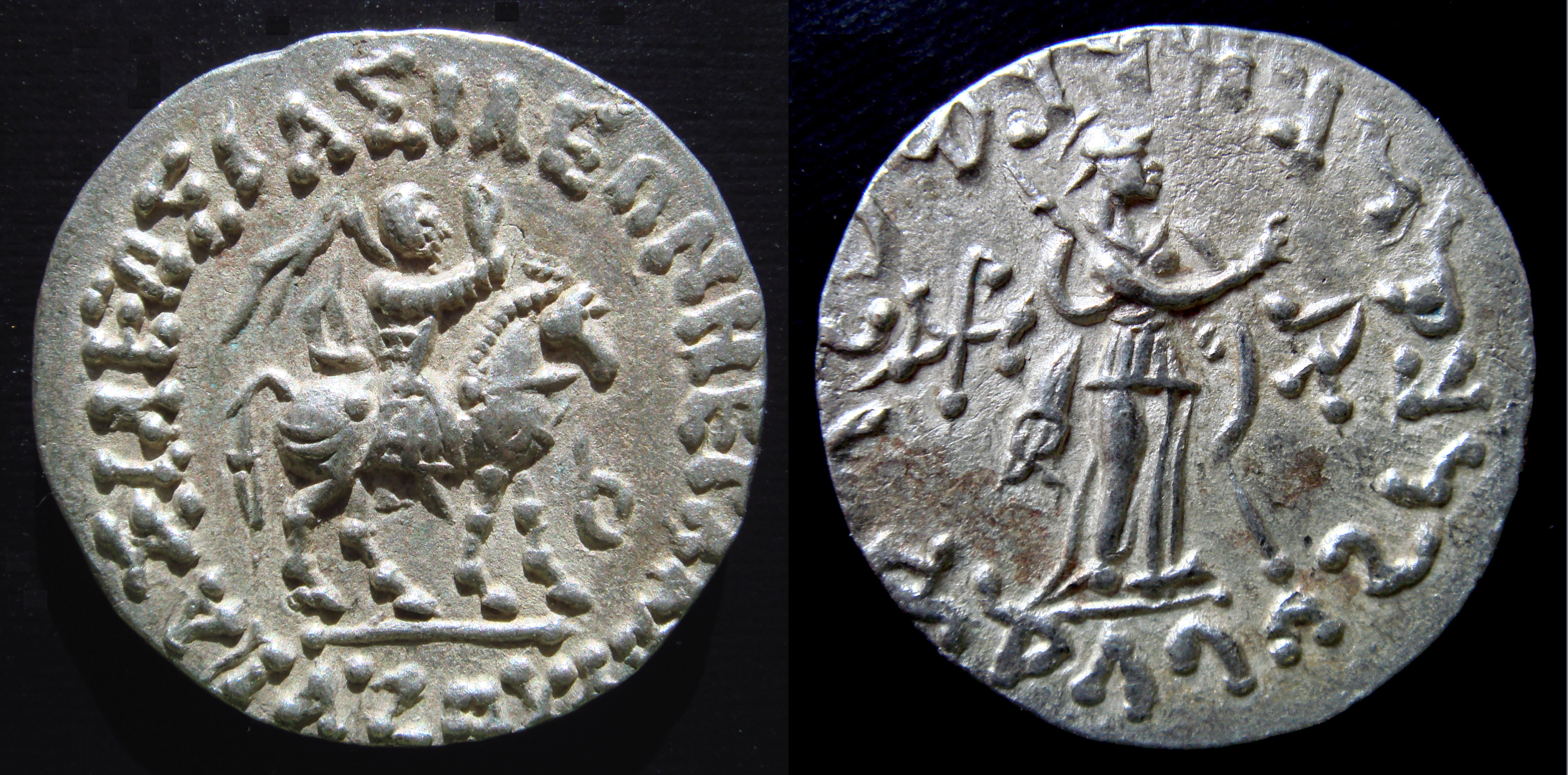
Moneda del rei Indo-Escita Azes.

La presència dels escites al nord-oest de l'Índia al segle I aC fou contemporània amb el regne Indogrec i els saces haurien reconegut el poder dels governants locals grecs, que segurament van pagar tribut. Maues va conquerir Gandhara i Tàxila vers el 80 aC, però a la seva mort entre el 70 i el 60 aC el seu regne es va desintegrar. A l'est el rei indi Vikramaditya va recuperar Ujjain el 57 aC celebrant la seva victòria amb l'establiment d'una nova era. Reis indogrecs van governar probablement durant el regnat de Maues, i després de la seva mort com mostra l'existència d'abundants monedes de reis indogrecs, especialment Apolodot II i Hipòstrat. Fins vers el 55 aC el rei saka Azes I, no va completar el domini escita del nord-oest de l'Índia derrotant a Hipòstrat. Encara reis indogrecs van subsistir al Panjab oriental durant quasi mig segle més fins que Rajuvula a final del segle es va apoderar del regne derrotant a Estrató II i al seu fill Estrató III.

### Mathura ("ksàtrapes septentrionals")

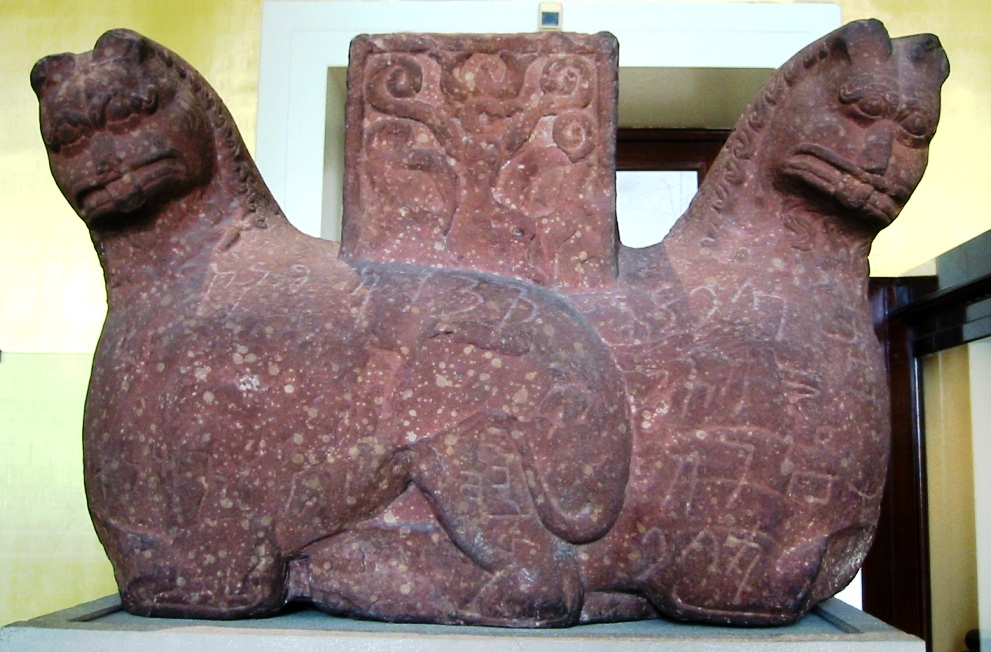
El lleó de Mathura, important monument budista avui al Museu Britànic.

A l'Índia central els Indo-Escites van conquerir l'àrea de Mathura als seus sobirans hindús, vers 60 aC. Alguns dels seus sàtrapes foren Hagamasha i Hagana, que foren seguits pel gran sàtrapa Rajuvula. Al lleó de Mathura, regalat a una stupe per la rina Nadasi Kasa, esposa de Rajvula, s'esmenta la genealogia d'alguns sàtrapes de Mathura. Rajvula hauria eliminat al darrer rei indogrec Estrató II i al seu fill Estrató III abans de final del segle, ocupant la capital Sagala (Sialkot). Les monedes d'aquest temps estan malt fetes i porten baixa aliatge.
La inscripció del lleó de Mathura es refereix a Kharaosta Kamuio (Azes II) i Aiyasi Kamuia (Nadasi Kasa, esposa de Rajvula). Yuvaraja Kharostes (ksatrapa) era fill d'Arta com es comprova per les seves pròpies monedes Arta és esmentat com el germà de Moga o Maues. La princesa Aiyasi Kambojaka, també anomenada Kambojika, fou la reina principal del Mahakshatrapa Rajuvula. La presència kamboja a Mathura està també testimoniada per alguns versos de l'èpica índia al Mahabharata que s'hauria compost en aquest període Això suggereix que saces i kamboges haurien governat conjuntament a Mathura. És revelador que els versos del Mahabharata només esmentin els kamboges i yavanes com habitants de Mathura, i en canvi no esmentin els saces. Probablement l'èpica va incloure els saces de Mathura entre els kamboges o bé els va considerar yavanes a menys que el Mahabharata es refereixi al període previ d'invasió i ocupació pels yavanes vers 150 aC.
Els sàtrapes (ksàtrapes) Indo-Escites de Mathura són sovint anomenats "ksàtrapes septentrionals", en oposició als "ksàtrapes occidentals" que governaven a Gujarat i Malwa. Després de Rajuvula, es coneixen diversos successors que haurien governat com a vassalls dels kushan, com per exemple el "Gran Sàtrapa" Kharapallana i el "sàtrapa" Vanaspara, els quals són coneguts per una inscripció descoberta a Sarnath, datada l'any 3 de Kanixka I (vers 130), en la qual fan homenatge als kushans.

### Pataliputra

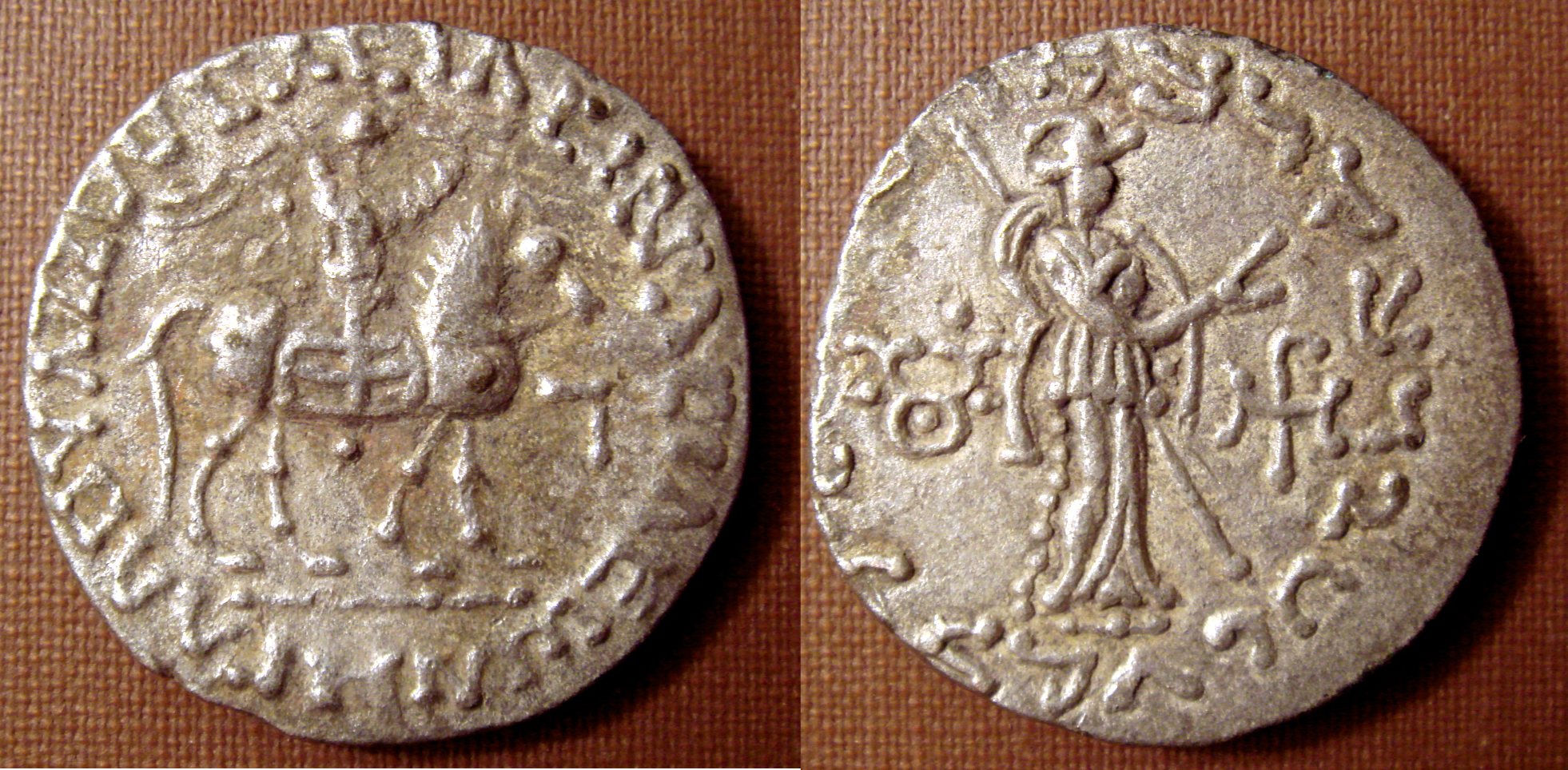
Moneda de plata de Vijayamitra en nom d'Azes; hi ha al darrere el símbol budista triratna, a l'esquerra

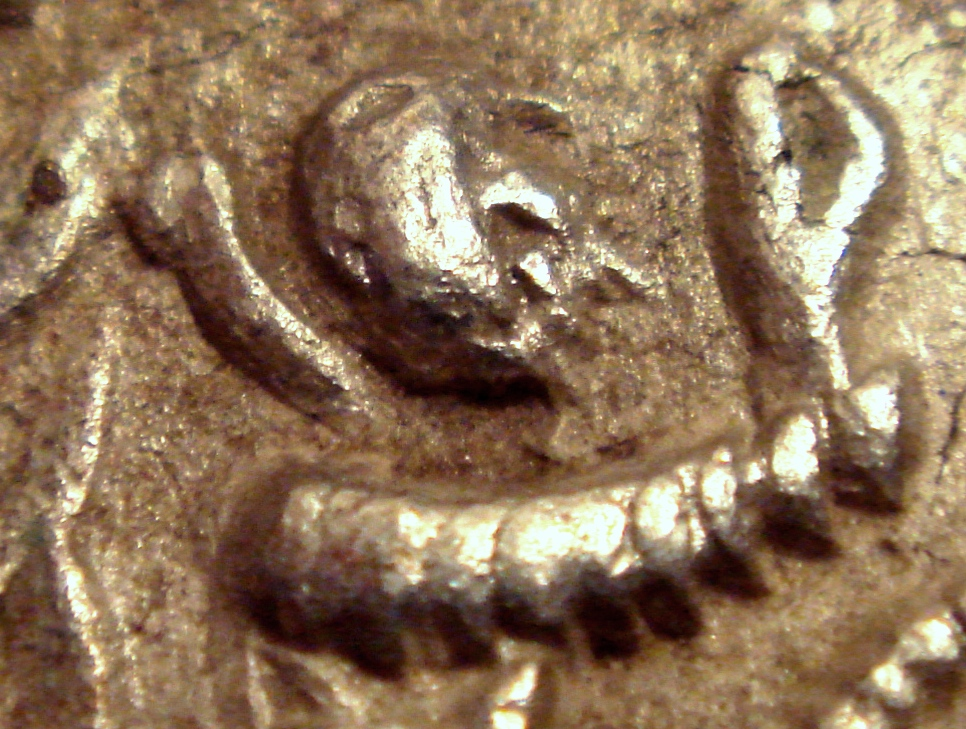
El rei Azes en una moneda

El text dels Yuga Purana, descriu una invasió de Pataliputra pels escites durant el segle i aC, després que set grans reis haguessin governat en successió a Saketa després de la retirada dels yavanes; els purana informen que el rei dels saces va matar un quart de la població abans de ser mort al seu torn pel rei de Kalinga Shata i un grup de sabales (sabares o bhilles).

### Conquestes dels indo-parts i dels kushan
A la mort d'Azes, el governant indo-escita del nord-oest de l'Índia, va començar l'expansió del rei indo-part Gondofares als darrers anys del segle I aC. En les dècades següents un nombre desconegut de governants escites es van mantenir en fortaleses locals a la vora dels territoris indo-parts, alguns d'ells sotmesos o pagant tribut a Gondofares I i als seus successors.
A l'inici del segle I el domini indo-part fou gradualment reemplaçat pel dels kushans, una de les cinc tribus dels yuezhi que havien viscut a Bactriana per més d'un segle i ara s'expandien cap a l'Índia on van crear l'imperi Kushan. Els kushans finalment van arribar al nord-oest de l'Índia vers el 75 i a l'àrea de Mathura vers el 100, on van prosperar durant segles.

### Llegat dels Ksàtrapes occidentals

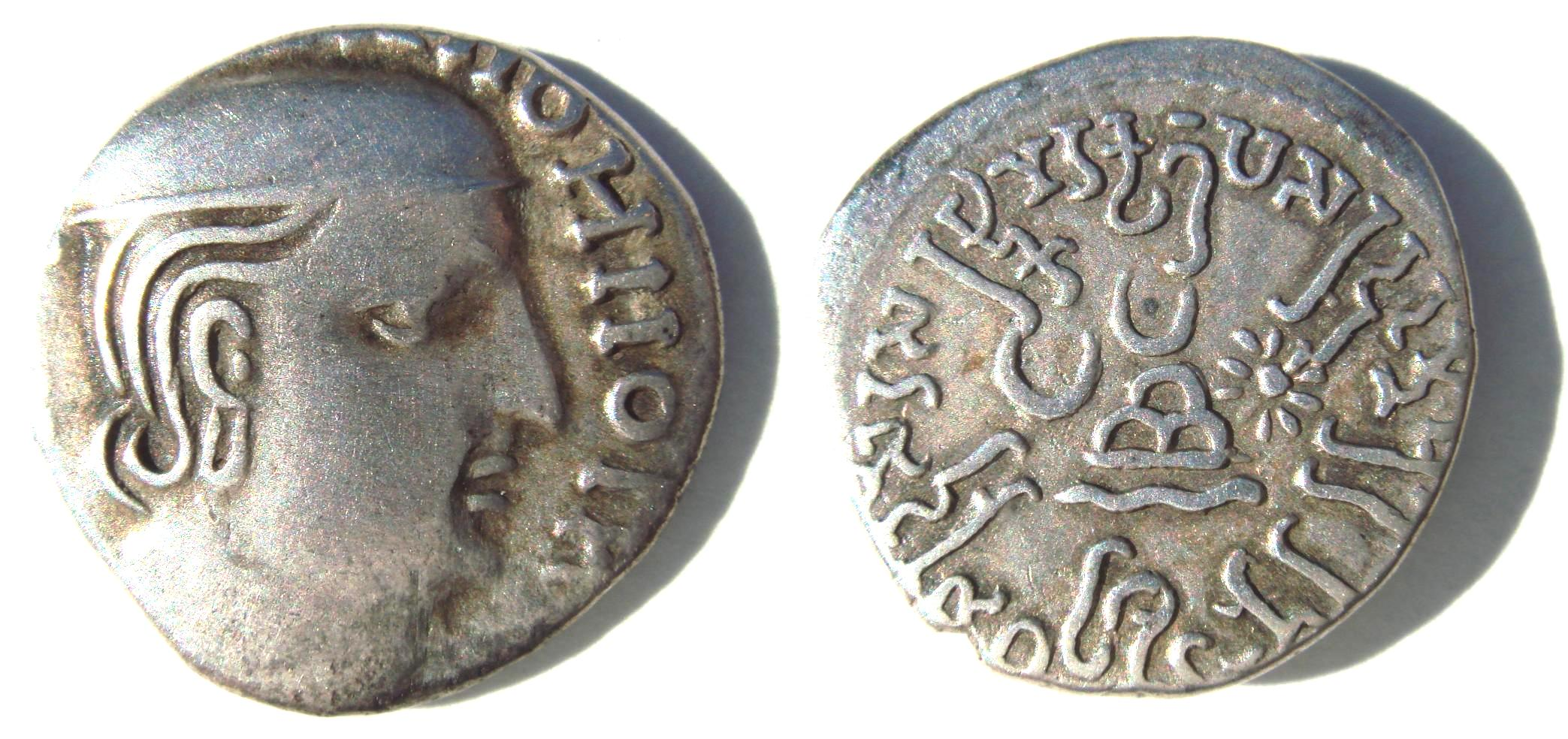
Moneda dels ksàtrapa occidental Rudrasimha I (vers 175 a 197).

Els indo-escites van continuar dominant l'àrea de Sistan sota el regnat de Bahram II (276–293), i al mateix temps dominaven algunes zones de l'Índia: Kathiawar i Gujarat van estar sota el seu domini fins al segle V sota la designació de Ksàtrapes occidentals, fins que foren conquerits per Chandragupta II (també Vikramaditya) i integrats a l'Imperi Gupta. El darrer governant indo-escita (ksàtrapa occidental) fou Rudrasimha III vers el 395.
El Brihat-Katha-Manjari de Kshmendra (10/1/285-86) ens informa que vers el 400 l'Imperi Gupta sota Vikramaditya (Chandragupta II) havia alliberat la terra sagrada dels bàrbars com els shakas, mlecchas, kamboges, yavanes, tusharas, parasikas, huna, etc aniquilant completament aquestos pecadors.
Al segle X el Kavyamimamsa del Raja Shekhar (Cap. 17) encara llista junts els saces, tushares, vokanes, huna, kamboges, bahlikes, pahlaves, tangana, turukshes, etc. i diu que eren tribus localitzades a la divisió d'Uttarapatha.

## Indo-escites a les fonts occidentals

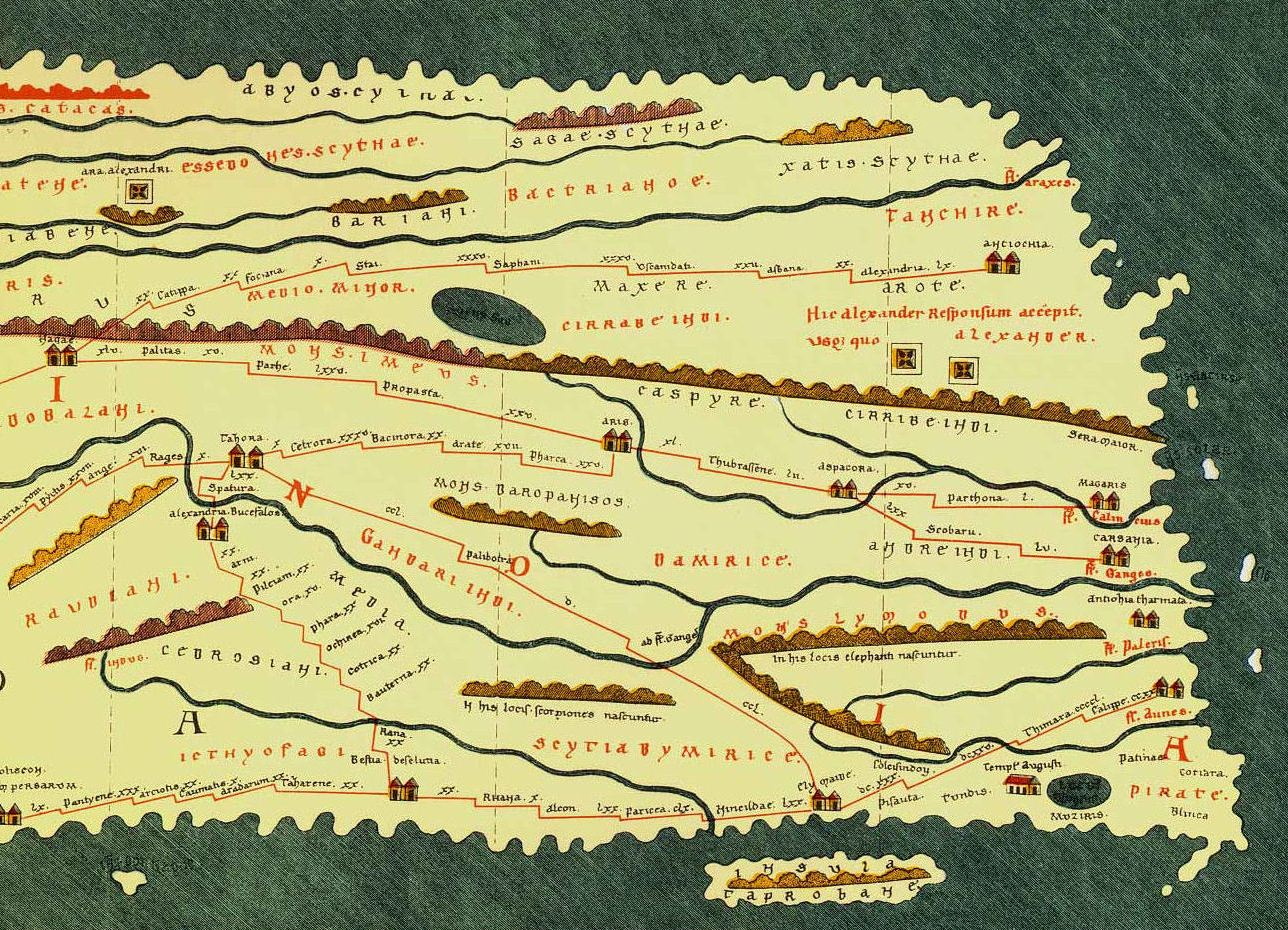
A la taula de Peutinger, "Scythia" apareix a la boca del riu Indus.

La presència del territori escita a l'àrea de Pakistan a la boca de l'Indus, cap a la zona de la moderna Karachi, és esmentada extensament a les fonts romanes. El mapa de Ptolemeu, el Periple de la mar Eritrea i la Taula de Peutinger se'n fan ressò. ElPeriple diu que Minnagara era la capital i que els escites i els parts van lluitar durant el segle I; també distingeix Scythia d'Ariaca més a l'est (centrada a Gujarat i Malwa), territoris governats pels ksàtrapes occidentals (en aquesta època el rei Nahapana).

## Establiment de regnes Mlechcha a l'Índia del nord

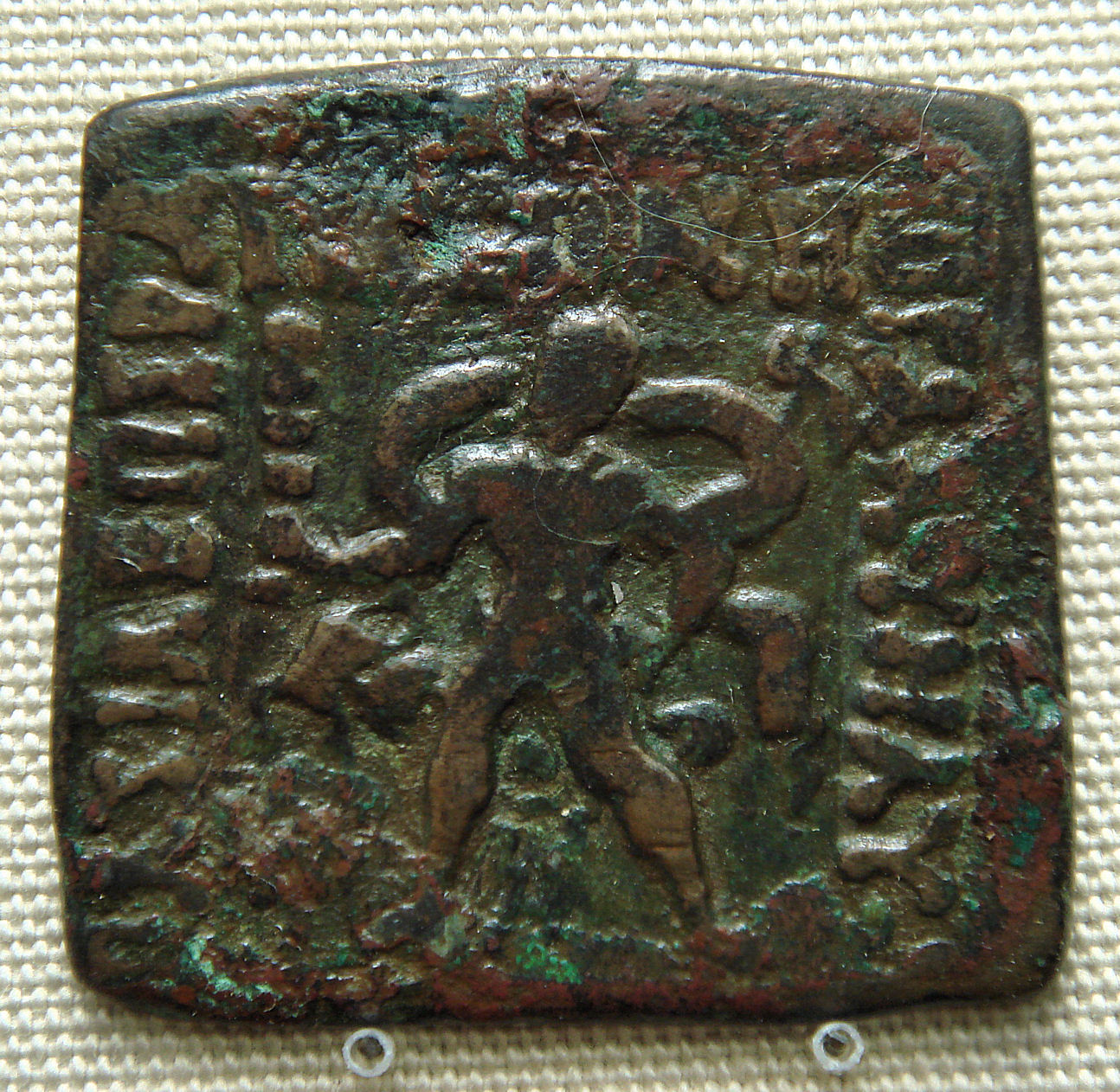
Moneda de Maues mostrant a Balarama, segle I aC. Museu Britànic.

L'horda escita dels mleccha (formada per una barreja de saces, yavanes, kamboges i pahlaves) va emigrar a Drangiana i regions de l'entorn i més tard es va expandir cap al nord i sud-oest de l'Índia a través de la vall de l'Indus. Van arribar a Sovira, Gujarat, Rajasthan i nord de l'Índia, i van formar regnes en aquesta zona. Al Ramayana hi ha referències a la lluita entre els indis i els mlecches al segle ii aC o poc després. Les indicacions dels Ramayana probablement es refereixen al temps en què les hordes barrejades al Sakastan van avançar cap al baix Indus via el pas de Bolan i van arribar a les terres índies, i explica la lluita d'aquestes hordes per agafar el poder polític a Sovira, Gujarat, Rajasthan, Punjab, Malwa, Maharashtra i fins i tot àrees encara més a l'est, centre i sud. Alguns autors no obstant ho neguen. Les referències al Mahabharata aludirien a l'època d'anarquia que va seguir la caiguda dels Maurya i després dels Sunga i a l'ocupació posterior per les hordes de saces, yavanes, kamboges, Pahlaves, bahlikes, shudres i rishikes, tribus o grups procedents del nord-oest.

## Proves sobre invasions conjuntes
Els grups escites que van envair els regnes indis incloïen a més dels saces altres tribus aliades com els medii, xanthii, massagetae, etc.. Aquestos pobles foren absorbits dins la comunitat Kshatriya, corrent principal de la societat índia.
Els saces eren inicialment un poble de trans-Hemodos regió de Shakadvipa, segons els Purana, o Scythia dels escriptors clàssics. Isidor de Carax (inicis del segle I) els esmenta a Sakastana (modern Sistan) i el Periple de la mar Eritres (també probablement al segle I) esmenta Scythia com un districte del Baix Indus amb Minnagra com a capital. Ptolemeu (140) situa Escítia al mateix lloc incloent la Patalena (Pataliputra) i la Surastrena (Saurashtra). Al segle ii aC la invasió escita fou portada segurament de manera conjunta pels saces, pahlaves, kamboges, parades, rishikes i altres tribus aliades del nord-oest. i com a resultat un grup de pobles que havien viscut originalment al nord-oest abans de Crist, apareixen al sud-oest de l'ïndia després de Crist; tots aquestos pobles haurien entrat a l'Índia al temps de la invasió escita i res deixa pensar que fos separadament.

### Els kshatriyes del nord-oest
El Manusmriti, escrit vers el 200, agrupa els saces amb els yavanes, kamboges, parades, pahlaves, kirates, darades, etc., i els esmenta com a guerrers degradats o Kshatriyes" (X/43-44). Anushasanaparva al Mahabharata també veu aquestos grups de la mateix manera. Patanjali al Mahabhashya considera els saces i els yavanes com a purs Shudra (II.4.10). El Vartika del Katyayana diu que els reis dels saces i dels yavanes, igual que els dels kambogesanas, like those of the Kambojas, podien ser esmentats pels seus respectius noms tribals. El Mahabharata associa els saces i els yavanes, gandhares, kamboges, pahlaves, tushares, sabares, barbares, etc. i els considera tribus de bàrbars de Uttarapatha; en un altre lloc el mateix èpic agrupa saces, kamboges i khashes i els considera tribus de Udichya (divisió del nord, 5/169/20). També el Kishkindha Kanda del Ramayana situa els saces, kamboges, yavanes i parades al nors-oest més enllà del Himavat (Himalaia) referit a l'Hindu Kush.

## Reis Indo-Escites
Índia del nord-oest
- Maues, vers 90–60 aC
- Vonones Indo-escita, vers 75–65 aC
- Spalahores, vers 75–65 aC, sàtrapa i germà de Vonones, probablement el mateix rei que Spalirises.
- Spalirises, vers 60–57 aC, rei i germà de Vonones.
- Spalagadames vers 50 aC, sàtrapa i fill de Spalahores.
- Azilises, abans del 60 aC
- Azes I, vers 60–20 aC
- Zeionises, vers 10 aC–10 dC
- Kharahostes, vers 10 aC-10 aC
- Hajatria

Kshaharates
- Liaka Kusuluka, sàtrapa de Chuksa
- Kusulaka Patika, sàtrapa de Chuksa fill de Liaka Kusulaka
- Bhumaka
- Nahapana (fundador dels ksàtrapes occidentals)

Apracarages (àrea de Bajaur)
- Vijayamitra (12 aC – 15)
- Itravasu (vers 20)
- Aspavarma (15–45)

Paratarages (regió de Balutxistan)

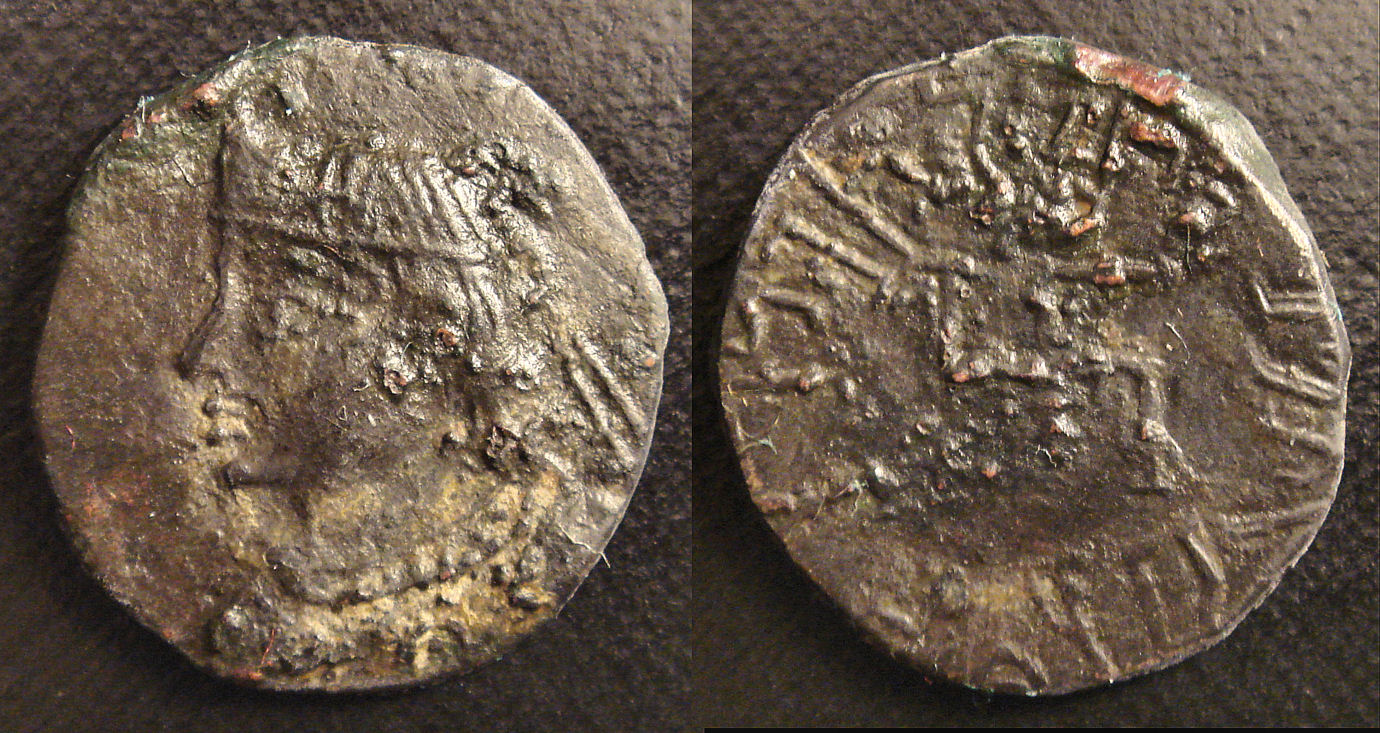
Bi-dracma del Parataraja Bhimajhunasa.
Anvers: bust de Bhimajhunasa amb tiara i diadema.
Revers: Esvàstica amb llegenda.

- Yolamira, fill de Bagareva (vers 125–150 CE)
- Bagamira, fill de Yolamira (vers 150)
- Arjuna, segon fill de Yolamira (vers 150–160)
- Hvaramira, tercer fill de Yolamira (vers 160–175)
- Mirahvara, fill de Hvaramira (vers 175–185)
- Miratakhma, un altre fill de Hvaramira (vers 185–200)
- Kozana, fill de Bagavharna (possible net de Bagamira) (vers 200–220)
- Bhimarjuna, fill de Yolatakhma (possible net d'Arjuna?) (vers 220–235)
- Koziya, fill de Kozana (vers 235–265)
- Datarvharna, fill de Datayola I (possible net de Bhimarjuna?) (vers 265–280)
- Datayola II, fill de Datarvharna (vers 280–300)

"Ksàtrapes septentrionals" (regió de Mathura)
- Hagamasha (sàtrapa, segle I aC)
- Hagana (sàtrapa, segle I aC)
- Rajuvula, vers 10 aC-10 dC (Gran Sàtrapa)
- Sodasa, fill de Rajuvula
- Kharapallana (vers 130) (Gran Sàtrapa)
- Vanaspara (vers 130)

Reietons locals
- Bhadayasa
- Mamvadi
- Arsakes

ksàtrapes occidentals
- Nahapana (119–124)
- Chastana (c 120), fill de Ghsamotika
- Jayadaman, fill de Chastana
- Rudradaman I (vers 130–150), fill de Jayadaman
- Damajadasri I (170–175)
- Jivadaman (175 d 199)
- Rudrasimha I (175–188 d 197)
- Isvaradatta (188–191)
- Rudrasimha I (restaurat) (191–197)
- Jivadaman (restaurat) (197–199)
- Rudrasena I (200–222)
- Samghadaman (222–223)
- Damasena (223–232)
- Damajadasri II (232–239) with
- Viradaman (234–238)
- Yasodaman I (239)
- Vijayasena (239–250)
- Damajadasri III (251–255)
- Rudrasena II (255–277)
- Visvasimha (277–282)
- Bhratadarman (282–295)  amb
- Visvasena (293–304)
- Rudrasimha II, fill del Svami (senyor) Jivadaman (304–348) amb
- Yasodaman II (317–332)
- Rudradaman II (332–348)
- Rudrasena III (348–380)
- Simhasena (380– ?)
- Rudrasena IV (382–388)
- Rudrasimha III (388–395)

## Descendents dels indo-escites
Segons l'escriptor Shivaram Shetty, és gairebé segur que un nombre de comunitats d'Àsia, principalment als nord-oest de l'Índia, descendeixen dels escites, especialment els jats, nairs i bunts